# Rotherham United Football Club 2019-2020
Questa voce raccoglie le informazioni riguardanti il Rotherham United Football Club nelle competizioni ufficiali della stagione 2019-2020.

## Rosa

### Rosa 2019-2020
| N. |                        | Ruolo | Calciatore      |
| -- | ---------------------- | ----- | --------------- |
| 1  | Slovacchia (bandiera)  | P     | Marek Rodák     |
| 2  | Inghilterra (bandiera) | D     | Zak Vyner       |
| 3  | Inghilterra (bandiera) | D     | Joseph Mattock  |
| 4  | Inghilterra (bandiera) | C     | Will Vaulks     |
| 5  | Nigeria (bandiera)     | D     | Semi Ajayi      |
| 6  | Inghilterra (bandiera) | D     | Richard Wood    |
| 7  | Irlanda (bandiera)     | C     | Anthony Forde   |
| 8  | Inghilterra (bandiera) | C     | Matt Palmer     |
| 9  | Inghilterra (bandiera) | A     | Jamie Proctor   |
| 11 | Inghilterra (bandiera) | C     | Jon Taylor      |
| 12 | Galles (bandiera)      | P     | Lewis Price     |
| 13 | Irlanda (bandiera)     | C     | Richie Towell   |
| 15 | Scozia (bandiera)      | D     | Clark Robertson |

| N. |                             | Ruolo | Calciatore        |
| -- | --------------------------- | ----- | ----------------- |
| 16 | Irlanda (bandiera)          | C     | Darren Potter     |
| 19 | Inghilterra (bandiera)      | A     | Kyle Vassell      |
| 22 | Stati Uniti (bandiera)      | D     | Matthew Olosunde  |
| 23 | Australia (bandiera)        | C     | Ryan Williams     |
| 24 | Inghilterra (bandiera)      | C     | Michael Smith     |
| 25 | Inghilterra (bandiera)      | C     | Ben Wiles         |
| 26 | Inghilterra (bandiera)      | D     | Sean Raggett      |
| 27 | Inghilterra (bandiera)      | C     | Alex Bray         |
| 28 | Inghilterra (bandiera)      | C     | Billy Jones       |
| 29 | Nigeria (bandiera)          | D     | Emmanuel Onariase |
| 30 | Inghilterra (bandiera)      | P     | Laurence Bilboe   |
| 31 | Irlanda del Nord (bandiera) | A     | Caolan Lavery     |